# Związek Zawodowy Rolnictwa i Obszarów Wiejskich „Regiony”
Związek Zawodowy Rolnictwa i Obszarów Wiejskich „Regiony” – rolniczy związek zawodowy działający przy Partii Regionów, założony w 2008 głównie przez rolników związanych z tą partią (m.in. Krzysztofa Filipka i Danutę Hojarską).

## Historia związku
ZZRiOW „Regiony” został powołany jako konkurencja dla Związku Zawodowego Rolnictwa „Samoobrona”, mająca pomóc w pozyskaniu przez rozłamowców z Samoobrony RP jej byłych działaczy i zwolenników.
Pierwszą przewodniczącą związku została była posłanka Danuta Hojarska. Następnie zastąpił ją Ryszard Kaźmierczak. W 2009 i 2010 w większości województw odbyły się zjazdy założycielskie związku, na których wybierane były jego regionalne władze. Wśród liderów związkowych ZZRiOW „Regiony” znaleźli się m.in. Józef Sztorc, Piotr Paczkowski, Józef Juchnikowski, Marian Curyło, Henryk Ostrowski i Ryszard Miczulis. 8 czerwca 2013 odbył się I Krajowy Zjazd Związku w Baranowie, na którym szefową związku została Renata Beger. 12 października tego samego roku ZZRiOW „Regiony” i współpracująca z nim Partia Regionów współtworzyły Porozumienie Społeczne „Zmiana” wraz z Polską Lewicą, Polską Partią Socjalistyczną i stowarzyszeniem Ruch Ludzi Pracy. 30 sierpnia 2014 odbył się Nadzwyczajny Zjazd ZZRiOW „Regiony”, który wybrał nowe władze. Nowym prezesem związku został prezes Partii Regionów Bolesław Borysiuk. 6 września 2014 ZZRiOW „Regiony” przystąpił do komitetu SLD Lewica Razem, w ramach którego wystawił swoich kandydatów w wyborach samorządowych. 18 czerwca 2018 ponownie znalazł się w koalicji o tej samej nazwie, powołanej na kolejne wybory samorządowe.

## Program związku
Wśród postulatów programowych, jakie stawia przed sobą związek, znalazły się m.in.: wywalczenie zmian w unijnych dopłatach – takiego samego poziomu dla polskich rolników, jak w krajach starej UE, uproszczenia wspólnotowej polityki rolnej, uproszczenie procedur składania wniosków o dofinansowanie w ARiMR oraz uproszczenie procedury ich zabezpieczenia i rozliczania, wprowadzenie umów kontraktacyjnych z ceną za dostarczony produkt i określeniem terminu zapłaty, zapewnienie pomocy państwa dla rolników w egzekwowaniu należności płatniczych od nieuczciwych odbiorców produktów rolnych.